# Resachus schuhi
Resachus schuhi är en skalbaggsart som beskrevs av Carles Hernando och Ignacio Ribera 2006. Resachus schuhi ingår i släktet Resachus och familjen lerstrandbaggar. Inga underarter finns listade i Catalogue of Life.